# Pam Gems
Pam Gems, född Iris Pamela Price 1 augusti 1925 i Bransgore, Hampshire, död 13 maj 2011, var en brittisk dramatiker och författare.
Gems växte upp i en arbetarklassfamilj i södra England. Hon fick sin första pjäs, ett sagospel, uppförd av klasskamraterna i småskolan vid åtta års ålder, men det skulle dröja tills hon var i trettioårs-åldern innan hon började skriva dramatik yrkesmässigt. 1949 avslutade hon psykologistudier vid Manchester University, och fördjupade psykologiska porträtt, inte minst av kvinnor och många kända personligheter, tillsammans med socialt samhällsengagemang kännetecknar hennes arbeten. Hon har skrivit barnteater och behandlat många kontroversiella ämnen som feminism, homosexualitet och sexualitetsämnen; till en början på Londons framväxande fria "fringe-teatrar" som Almost Free Theatre och efterhand på West End, National Theatre, Royal Shakespeare Company etc. 
Hon är mest känd för det musikdramatiska verket Piaf (1978) om sångerskan Edith Piaf. Framgångsrik i såväl London som på Broadway var också bland annat Marlene (1996), om Marlene Dietrich och samma år Stanley om konstnären Stanley Spencer. 1991 invigde regissören och teaterchefen Trevor Nunn Royal Shakespeare Companys nya scen, The Other Place, med hennes dramatisering av romanen Blå ängeln. Regissören Ken Loach baserade sin prisbelönta film Ladybird, Ladybird (1994) på hennes pjäs med samma titel. Genom kontakter med Sverige skrev hon pjäser som Up in Sweden (1975), om svenska ungdomsproblem, och den uppmärksammade Queen Christina / Drottning Kristina (1977), som bland annat gjordes som svensk TV-film 1981 med Lena Nyman i titelrollen och i regi av Björn Melander. Hon gjorde även en del bearbetningar/nyskrivningar av äldre teaterklassiker. Hon var gift med arkitekten Keith Gems och den äldste av deras fyra barn, Jonathan Gems, är också dramatiker och filmförfattare.

## Verköversikt
Dramatik (med första uppförandeplats)
- The Leg-Up (1958) BBC Home Service (Radiopjäs)
- A Question of Temper (1960) (TV-pjäs).
- A Builder by Trade (1960) (TV-pjäs).
- The Miss Harts Go South (1960) (Radiopjäs).
- Mr. Watts is Very Fond of that Lorry (1963) (TV-pjäs).
- The Nourishing Lie (1960-tal) (TV-pjäs).
- The Russian Princess (1960-tal) (TV-pjäs).
- What Luck (1960-tal) (TV-pjäs).
- The Synonym (1960-tal) (TV-pjäs).
- In the Hothouse (1960-tal) (TV-pjäs).
- The Whippet (1960-tal) (TV-pjäs).
- The Burning Man (1960-tal) (TV-pjäs).
- Down West (1960-tal) (TV-pjäs).
- In Donegal.... In Donegal (1960-tal) (TV-pjäs).
- The Country House Sale (1960/70-tal) (TV-pjäs).
- Betty's Wonderful Christmas (1972), Cockpit Theatre, London
- My Warren (1973), Almost Free Theatre, London
- After Birthday (1973), Almost Free Theatre, London
- Next Please (1973)
- Miz Venus and Wild Bill (1973), Almost Free Theatre, London
- After Birthday (1973)
- You Should Be Pleased He Likes Me 1970-tal (TV-pjäs)
- Where's Joy? (1970-tal)
- The Amiable Courtship Of Miz Venus And Wild Bill (1974), Almost Free Theatre, London
- Go West Young Woman (1974), The Roundhouse, London
- Up in Sweden (1975), Haymarket, Leicester
- My Name Is Rosa Luxembourg (bearbetning), (1975)
- Rivers and Forests (bearbetning), (1976)
- Guinevere (1976), Edinburgh Festival
- The Project (1976), Soho Poly, London
- Dusa Fish Stas and Vi / Dead Fish (1976), Edinburgh Festival
- Franz Into April (1977), ICA, London
- The Ring (1970-tal) /ofullbordad opera om homosexuella boxare/
- Queen Christina / Drottning Kristina (1977), Other Place, Stratford-on-Avon
- Piaf (1978), Other Place, Stratford-on-Avon
- Ladybird, Ladybird (1979), The King's Head, Islington, London
- Sandra (1979), London
- Aunt Mary (1982), Warehouse Theatre, London
- The Treat (1982), ICA, London
- The Cherry Orchard / Körsbärsträdgården (bearbetning) (1984)
- Variety Night (1982), London
- Camille (bearbetning) (1984)
- Loving Women (1984)
- The Danton Affair / Affären Danton (bearbetning) (1986)
- Pasionaria (1985), Playhouse Theatre, Newcastle upon Tyne
- Arther and Guinevere (1990), Edinburgh
- The Seagull / Måsen (bearbetning) (1991)
- The Blue Angel / Blå ängeln (1991), Other Place, Stratford-on-Avon
- Deborah's Daughter (1994), Manchester
- Ghosts / Gengångare (bearbetning) (1994)
- Marlene (1996), Oldham
- Stanley (1996), London (Även filmmanus 1999 + radiopjäs)
- At the Window (1997)
- The Snow Palace (1998)
- Ebba (1999)
- Natalya (Despatches) (1999)
- Girabaldi, Si! (2000)
- Linderhof (2001)
- Finchie’s War (2001) (TV-pjäs)
- Mrs Pat (2002), Theatre Royal, York
- Yerma (bearbetning) (2003), Royal Exchange Theatre Manchester
- Not Joan the Musical (2003)
- The Lady From The Sea / Frun från havet (bearbetning) (2003), Almeda Theatre London
- The Little Mermaid / Den lilla sjöjungfrun (bearbetning) (2004), Greenwich Theatre, Riverside Theatre, London
- Nelson (2004), Nuffield Theatre, Southampton
- Ethel – Broadway Lady (2007)
- Piaf /bearbetad version/ (2008), Donmar Warehouse, London
- Winterlove (2009), The Drill Hall, London
- Despatches (2009), The Drill Hall, London

Romaner
- Mrs Frampton (1989),  Bloomsbury Publishing.  (+ Maytime / Filmmanus baserat på romanen/)
- Bon Voyage, Mrs Frampton (1990), Bloomsbury Publishing.

Övriga monologer
- Guin, for Guinivere
- Marine
- An Ordinary Woman
- Who Is Sylvia?